# Tordai sókamaraház
A tordai sókamaraház, a 20. században elterjedt nevén tordai fejedelmi palota műemlék épület Romániában, Kolozs megyében. A romániai műemlékek jegyzékében a CJ-II-m-A-07794 sorszámon szerepel. 1951 óta a Tordai Történelmi Múzeum működik az épületben.